# Медаль «За Російську кампанію»

Планка медалі.

Медаль «За Російську кампанію» (ісп. Medalla de la Campaña de Rusia) — іспанська нагорода, заснована Франсіско Франко 9 листопада 1943 для відзначенні бійців Блакитної дивізії, які брали участь у німецько-радянській війні на боці Німеччини.

## Опис
На аверсі медалі зображений іспанський орел, на грудях якого — Залізний хрест із свастикою. На реверсі зображений Новгородський дитинець із написом Rusia 1941. У верхній частині медалі — корона.
Медаль носили на лівому боці грудей на білій стрічці, біля лівого краю якої зображені прапор Іспанії, на правому — стрічка Залізного хреста.